# Maalse Steenweg
De Maalse Steenweg is een weg in Sint-Kruis, een deelgemeente van de stad Brugge. De weg loopt van de Kruispoort, aan de rand van de Brugse binnenstad, door Sint-Kruis in oostelijke richting naar Sijsele, op het grondgebied Damme. De route loopt daarna verder richting Maldegem. De Maalse Steenweg maakt deel uit van de N9.
De huidige weg volgt slechts gedeeltelijk het oorspronkelijke tracé van de vroegere Antwerpse Heerweg, vóór die werd rechtgetrokken en gekasseid in 1769. De nieuwe weg maakt vanaf 1778 deel uit van de rijksweg over Sijsele, Maldegem en Eeklo naar Gent en vervangt daarmee de oude Gentse Heerweg vanaf de Gentpoort over Oedelem naar Gent. Op de Poppkaart (1842) wordt de weg dan ook aangeduid als Steenweg van Brugge naer Gent. Het bochtige stuk langs het kasteel van Male wordt na de Tweede Wereldoorlog afgesneden door een rechte verbinding. 
Aan de noordkant, tussen de Schaakstraat en de Doornhut, is er reeds in de 18de eeuw sprake van een militair oefenterrein. In 1810, onder bewind van Napoleon Bonaparte, bevestigt een keizerlijk decreet de aanwezigheid van een oefenveld, ten behoeve van de militairen gelegen aan de Kazernevest. In de jaren 1930 maakte de zweefvliegvereniging Club Brugeois d'Aviation gebruik van het terrein. Die gronden worden vanaf de jaren 1970 ingenomen door distributiebedrijven. Een klein deel blijft eigendom van de zeemacht. 
De oude landweg evolueert in de loop van de 20ste eeuw tot een drukke verkeersweg die uiteindelijk de belangrijkste verkeersader van Sint-Kruis wordt. Langs de baan hebben diverse grote winkelketens een zaak.